# Лоуер Калскаг (Аљаска)
Лоуер Калскаг (енгл. Lower Kalskag) град је у америчкој савезној држави Аљаска.

## Демографија
По попису из 2010. године број становника је 282, што је 15 (5,6%) становника више него 2000. године.
| Група             | 2000.     | 2010.    |
| Белци             | 12 (4,5%) | 7 (2,5%) |
| Афроамериканци    | 0 (0,0%)  | 1 (0,4%) |
| Азијати           | 0 (0,0%)  | 0 (0,0%) |
| Хиспаноамериканци | 0 (0,0%)  | 0 (0,0%) |
| Укупно            | 267       | 282      |